# Дієго Нобоа
Дієго де Нобоа-і-Артета (ісп. Diego Noboa‎‎‎‎; 15 квітня 1789 — 3 листопада 1870) — еквадорський політик, президент країни з грудня 1850 до липня 1851 року.